# شعيب بطين
شعيب بطين هو شعيب، ذو تربة مزجية، في غرب محافظة البصرة، متفرع من وادي الباطن يبدأ تفرعه من منطقة حصيبة الفاصلة بين حدود العراق غرباً والكويت شرقاً فيتجّه شعيب البطين شمالاً شرقياً من هناك على الحدود القديمة بين غرب قضاء الزبير وشرق محافظة البادية الجنوبية، المُلغاة حتى ينتهي في منطقة الخرز غرب مخفر شرطة الرافعية وآبار نقطة الرميلة، حتى يصل جابدةَ ولُقيطاً، تلقاء هور الحمار شمالاً، وفي أقصى شمال قضاء سفوان مقاطعة رقمها 7 اسمها شعيب بطين، مساحتها 47720 دونماً عراقياً، منها 17200 دونم صالحة للزراعة.